# Ouvéa
Ouvéa (in iaai: Iaai, in fagauvea: Uvea) è un'isola dell'Oceano Pacifico, la più settentrionale dell'arcipelago delle isole della Lealtà, a nordest della Granterra in Nuova Caledonia.

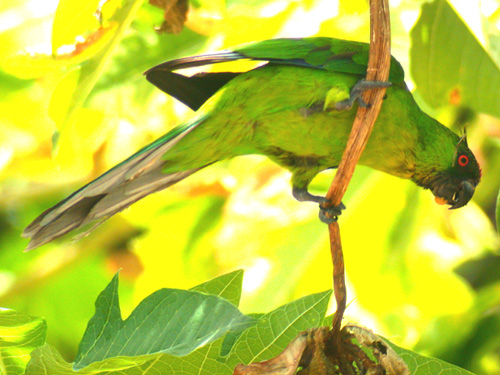
Il parrocchetto di Ouvéa, una delle specie animali autoctone

Il territorio comunale di Ouvéa, il cui centro amministrativo e demografico è Fayaouté, comprende l'omonima isola-atollo e le isole minori di Mouli e Favaia.
Le lingue native di Ouvéa sono l'iiai (lingua canaca) e il fagauvea (appartenente al gruppo etno-linguistico polinesiano, unico in Nuova Caledonia). 

Ad Ouvéa (specialmente nell'omonima isola) si registra una notevole presenza di flora e fauna marina. Esempi ne sono il corallo, i pesci, le tartarughe, crostacei (come il granchio del cocco).
Dal 1977 Ouvéa è una roccaforte indipendentista. Tra aprile e maggio 1988, qui ebbe luogo un episodio conclusosi in modo tragico: un gruppo di rivoluzionari locali, dopo avere ucciso quattro gendarmi, prese in ostaggio 27 persone, fra civili e militari, per rivendicare l'indipendenza della Nuova Caledonia dalla Francia.
Dopo alcuni giorni di trattative andate a vuoto, il primo ministro frances Jacques Chirac ordinò alle forze speciali di assaltare la grotta nella quale erano tenuti nascosti gli ostaggi. L'azione di forza andò a buon fine, ma ci furono vittime da entrambe le parti. In seguito ci furono polemiche per l'estrema violenza usata dai militari nei confronti dei rapitori canachi.